# Oscar Hecker
Oskar Ernst August Hecker (Bersenbrück, 21 de maio de 1864 – Munique, 19 de setembro de 1938) foi um geofísico alemão.

## Formação e carreira
Oskar Hecker (em algumas fontes Oscar Hecker ) estudou astronomia nas universidades de Bonn, Berlim e Munique. Em 1891 obteve um doutorado na Universidade de Munique, orientado por Hugo von Seeliger, com a tese Über die Darstellung der Eigenbewegungen der Fixsterne und die Bewegung des Sonnensystems. Em seguida foi auxiliar de cálculos no Königlich Preußisches Geodätisches Institut, que a partir de 1892 tinha sede no Telegrafenberg em Potsdam, e cujo diretor era Friedrich Robert Helmert. Após a morte precoce de Ernst von Rebeur-Paschwitz em 1895, Hecker assumiu seu pêndulo horizontal, com o qual Rebeur-Paschwitz conseguiu registrar o movimento terrestre de um terremoto no Japão em 1889. Hecker suspeitava que este dispositivo também fosse adequado para a detecção de vibrações causadas por explosões. Juntamente com o japonês Fusakichi Omori (1868–1923), conseguiu registrar pequenas vibrações no solo em um campo de tiro perto de Berlim com um pêndulo horizontal ainda mais desenvolvido. Em 1895, tornou-se assistente do Instituto Geodésico e, em 1896, a "casa do terremoto" construída de acordo com seus planos foi posta em operação no Telegrafenberg. Fez descobertas significativas entre 1901 e 1910. Tornou-se conhecido por suas inovadoras medidas de gravidade nos oceanos. Em 1901 realizou uma primeira viagem de medição para determinar a gravidade no Oceano Atlântico, bem como no Rio de Janeiro, Lisboa e Madrid. Nesta e em outras viagens, foi capaz de determinar os valores normais de gravidade no mar usando medições de pressão do ar, que correspondiam aos valores do continente e, assim, confirmaram a teoria da isostasia.
Em 1907 foi o principal observador no Instituto em Potsdam. Em 1910 mudou-se para Estrasburgo, onde foi nomeado diretor interino e chefe da Estação Central Imperial de Pesquisa de Terremotos, onde logo foi nomeado diretor e conselheiro secreto do governo. A estação principal era especializada em medições gravimétricas, sísmicas e geomagnéticas e na construção de dispositivos especiais. Em 1915 Hecker tornou-se professor honorário da Universidade de Estrasburgo. Após o fim da Primeira Guerra Mundial e a dissolução da estação principal de Estrasburgo, fundou em Jena o Reichsanstalt für Erdbebenforschung, que abriu em outubro de 1923 e se tornou um centro de pesquisa de terremotos na Alemanha.
Em 1922 foi um dos membros fundadores da Sociedade Sismológica Alemã, que em 1924 foi renomeada para Deutsche Geophysikalische Gesellschaft (DGG). Em 1922-1925 e 1927-1929 foi vice-presidente, de 1925 a 1926 presidente e, desde 1934, membro honorário do DGG. Em 26 de novembro de 1910 (matrícula número 3320) foi eleito membro da Academia Leopoldina. Em dezembro de 1923 foi eleito membro correspondente da Academia de Ciências da Rússia. Pertenceu à Academia de Ciências de Göttingen desde 1919 como membro correspondente.
Irmão do pintor e gráfico Franz Hecker.

## Publicações selecionadas
- Oskar Hecker (1903). Bestimmung der Schwerkraft auf dem Atlantischen Ozean sowie in Rio de Janeiro, Lissabon und Madrid. Berlin: P. Stankiewicz. pp. VI, 137
- Oskar Hecker (1907). Beobachtungen an Horizontalpendeln über die Deformation des Erdkörpers unter dem Einfluß von Sonne und Mond. Berlin: P. Stankiewicz. pp. IV, 95
- Oskar Hecker (1908). Bestimmung der Schwerkraft auf dem indischen und großen Ozean und an deren Küsten sowie erdmagnetische Messungen. Berlin: Georg Reimer. pp. VIII, 233
- Oskar Hecker (1910). Bestimmung der Schwerkraft auf dem Schwarzen Meere und an dessen Küste sowie neue Ausgleichung der Schwerkraftmessungen auf dem Atlantischen, Indischen und Großen Ozean. Mit vier Tafeln. Berlin: P. Stankiewicz. pp. VIII, 160